# 2015년 코펜하겐 테러
2015년 코펜하겐 총격사건은 2015년 2월 14일 CET 오후 4시에 덴마크 코펜하겐에서 2015년 1월에 일어난 샤를리 에브도에 대한 테러 공격 이후 피해자를 추모하기 위해 열린 "예술, 신성모독과 표현의 자유" 토론회 중 일어난 총격 사건이다. 이 자리에는 라르스 빌크스 아티스트가 참여했으며, 그는 자신의 무함마드에 대한 만화 논란 때문에 자신을 목표로 공격했을 것이라고 말했다. 이 행사에는 덴마크 국민당 국회의원인 젤레 플스네르와 덴마크 주재 프랑스 대사인 프랑수아 지메리가 참여했다. 이 공격으로 1명이 사망하고 경찰관 3명이 부상을 입었다.
이 총격 사건이 일어난 지 몇 시간 후, 크리스탈가데에 위치한 대 시나고그에서 두 번째 총격이 일어나 유대인 경비병 1명이 사망하고 경찰관 2명이 부상을 입었다. 또한, 현지시간 2월 15일 아침 뇌레브로 역에서 한 남성이 총격을 시도하여 경찰관이 그를 사격하여 사망했다. 같은 때 일어난 기자회견에서는 경찰이 사망한 사람이 앞에 일어난 두 공격의 범인인 것으로 추정하고 있다고 말했다.

## 같이 보기
- 2015년 일드프랑스 공격
- 윌란스 포스텐 무함마드 만평 논란
- 쿠르트 베스테르가드
- 라르스 헤데가르드